# ريتشارد واين غولدبرغ
ريتشارد واين غولدبرغ (بالإنجليزية: Richard W. Goldberg)‏ هو قاضي أمريكي، ولد في 23 سبتمبر 1927 في فارغو في الولايات المتحدة.